# Lira (costellazione)
La Lira (in latino Lyra) è una costellazione dell'emisfero nord, una delle ottantotto costellazioni moderne, e faceva parte anche delle 48 elencate da Tolomeo. Non è molto grande, ma può essere trovata facilmente grazie alla sua stella α, Vega, che è una delle stelle più luminose del cielo e fa parte del triangolo estivo.

## Caratteristiche

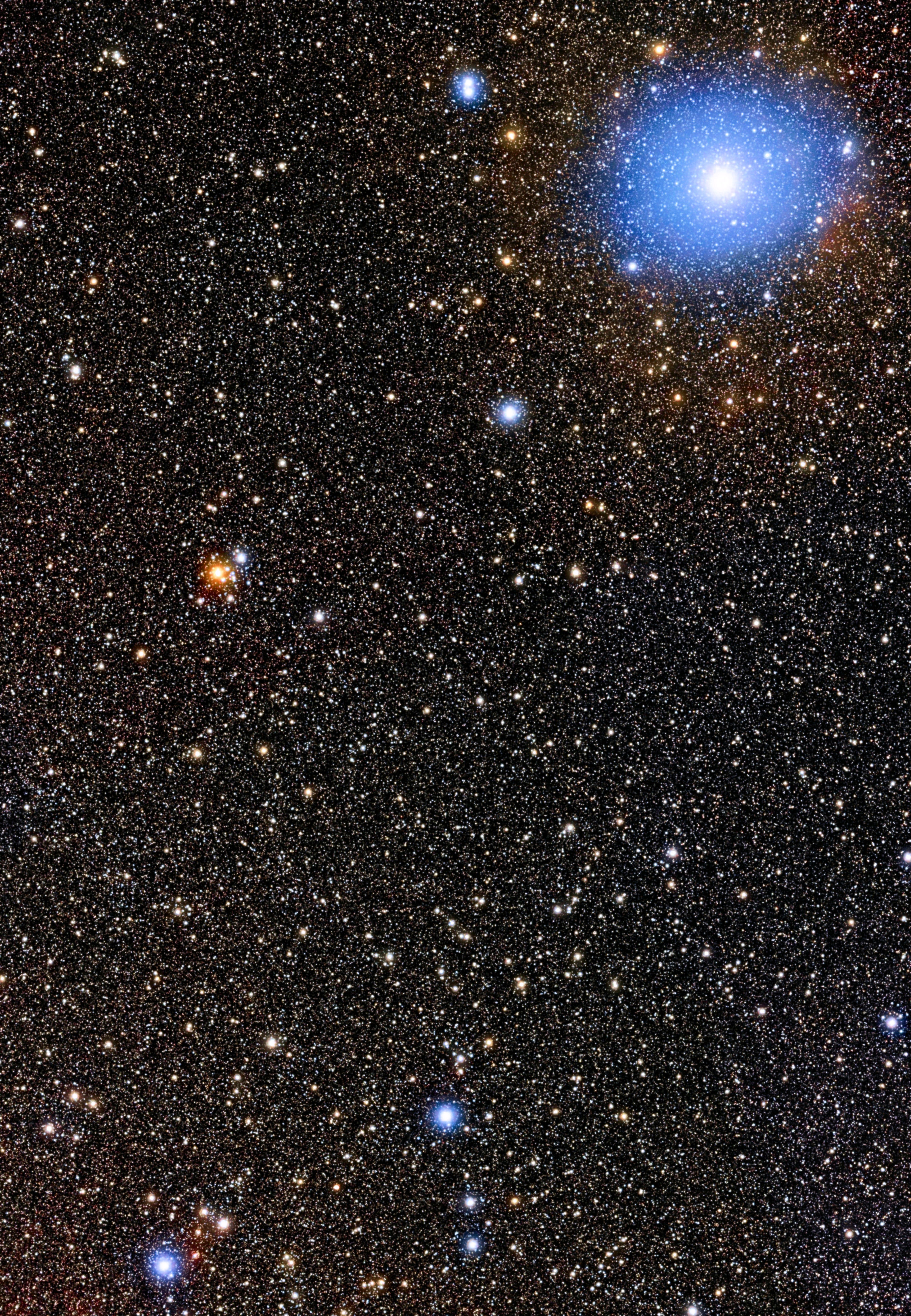
Campo stellare che abbraccia la costellazione della Lira.

La costellazione è individuabile con estrema facilità, grazie alla sua stella principale, Vega, che costituisce il vertice occidentale e più luminoso del noto asterismo del triangolo estivo. A est della Lira corre la scia luminosa della Via Lattea, molto ben evidente in questo tratto anche in una notte non completamente oscura.
La Lira è una costellazione ben osservabile dall'emisfero boreale e da gran parte di quello australe, specialmente nei mesi compresi fra giugno e settembre; nell'emisfero nord inoltre è ben osservabile anche durante tutto l'autunno e parte della primavera.
Circa 14.000 anni fa, in direzione della Lira, si trovava il polo nord celeste: la stella polare dell'epoca era Vega, che si trovava a pochi gradi dal polo, e l'intera costellazione era circumpolare da quasi tutto l'emisfero nord; fra 12.000 anni l'asse di rotazione terrestre punterà nuovamente nella sua direzione.

### Stelle principali

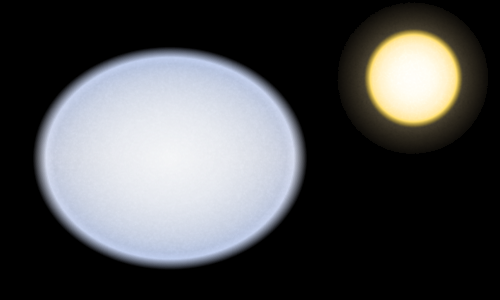
Confronto fra Vega (a sinistra) e il Sole (a destra).

- α Lyrae (Vega): con una magnitudine apparente di 0,03 è la seconda stella più luminosa dell'emisfero settentrionale (dopo Arturo) e la quinta di tutto il cielo (se si considerano le magnitudini integrate della coppia di α Centauri, la quarta stella più brillante diventa Arturo); il suo tipo spettrale è A0 V, e si trova ad una distanza di appena 25,3 anni luce. Vega è in realtà una stella multipla con cinque componenti. Fu la prima stella a essere fotografata.
- γ Lyrae (Sulafat) è una stella multipla, la principale ha una magnitudine apparente di 3,24 e un colore azzurro.
- β Lyrae (Sheliak) è una stella azzurra variabile, più precisamente una variabile a eclisse; è prototipo di una particolare classe di binarie a eclisse note come variabili Beta Lyrae. Ha una magnitudine apparente di 3,45.
- δ Lyrae è una stella doppia apparente, consistente di una stella blu-bianca di sesta magnitudine e una gigante rossa semiregolare che varia tra le magnitudini 4 e 5.

ε Lyrae è una coppia di stelle molto ben conosciuta; visibile a occhio nudo come una stellina allungata, nel più piccolo dei binocoli già è risolta in due componenti pressoché uguali, entrambe azzurre. Con strumenti maggiori si può notare che entrambe le componenti sono a loro volta doppie, caratteristica che ha valso alla coppia il nome di "doppia doppia".
RR Lyrae è una stella variabile pulsante di colore rosso vivo, che ha dato il suo nome a un'intera classe di stelle, le Variabili RR Lyrae; al suo massimo è ben visibile anche a occhio nudo.

### Stelle doppie
Le stelle doppie della costellazione della Lira sono spesso facili da risolvere; alcune di esse sono pure particolarmente conosciute ed ammirate.
- ε Lyrae, soprannominata la Doppia doppia, è una delle stelle multiple più famose del cielo: con un binocolo anche di piccole dimensioni è possibile già risolverla in due componenti di magnitudine molto simile e dallo stesso colore azzurrognolo; in un telescopio di media potenza entrambe le componenti sono a loro volta doppie, con componenti fra la quinta e la sesta grandezza e colori a loro volta simili.
- ζ Lyrae è una coppia ben risolvibile anche con un binocolo; la componente primaria ha un colore bianco-azzurrastro, mentre la secondaria in un cielo nitido mostra un colore azzurro o marcatamente verdastro.
- β Lyrae è anch'essa facilmente risolvibile con un binocolo: le due componenti, entrambe biancastre, sono separate da quasi mezzo primo d'arco.

| Principali stelle doppie |                                          |                                          |             |             |                                 |           |
| Nome                     | Coordinate equatoriali all'epoca J2000.0 | Coordinate equatoriali all'epoca J2000.0 | Magnitudine | Magnitudine | Separazione (in secondi d'arco) | Colore    |
| Nome                     | AR                                       | Dec                                      | A           | B           | Separazione (in secondi d'arco) | Colore    |
| ε Lyrae 1-2              | 18h 44m :                                | +39° 38′ :                               | 4,69        | 4,49        | 209,3                           | b + b     |
| ε1 Lyrae                 | 18h 44m 23s                              | +39° 36′ 45″                             | 5,00        | 6,10        | 3,2                             | b + b     |
| ε2 Lyrae                 | 18h 44m 41s                              | +39° 40′ 12″                             | 5,23        | 5,47        | 2,6                             | b + b     |
| ζ Lyrae                  | 18h 44m :                                | +37° 36′ :                               | 4,36        | 5,73        | 43,7                            | b + verde |
| β Lyrae                  | 18h 50m 05s                              | +33° 21′ 46″                             | 3,52 var    | 8,5         | 45,7                            | b + b     |
| η Lyrae                  | 19h 13m 46s                              | +39° 08′ 46″                             | 4,40        | 8,4         | 28,3                            | azz + b   |

### Stelle variabili
Moltissime sono le stelle variabili presenti nella costellazione, nonostante le sue ridotte dimensioni; molte di queste sono pure alla portata di piccoli strumenti e le loro variazioni possono essere apprezzate con molta facilità.
Fra le Mireidi spicca W Lyrae, che in circa sei mesi e mezzo varia fra la settima e la tredicesima grandezza, sparendo anche dalla vista dei piccoli telescopi; un'altra Mireide è SS Lyrae, che in poco meno di un anno oscilla fra l'ottava e la quattordicesima magnitudine.
Una stella molto importante è RR Lyrae, il prototipo di una classe di variabili pulsanti note proprio come variabili RR Lyrae: questo tipo di stelle è estremamente comune negli ammassi globulari e sono utilizzate come riferimenti (candele standard) per determinarne la distanza.
Un'altra stella che ha svolto il ruolo di prototipo è β Lyrae, una variabile a eclisse le cui oscillazioni sono apprezzabili anche a occhio nudo, se si prende come riferimento la luminosità delle stelle vicine; le variabili β Lyrae sono sistemi in cui le stelle sono a contatto fisico fra di loro.
Fra le molte variabili irregolari è da notare T Lyrae, una stella al carbonio che oscilla fra la settima e la nona magnitudine; anche la HK Lyrae compie delle oscillazioni simili.
| Principali stelle variabili |                                          |                                          |             |             |                  |                                 |
| Nome                        | Coordinate equatoriali all'epoca J2000.0 | Coordinate equatoriali all'epoca J2000.0 | Magnitudine | Magnitudine | Periodo (giorni) | Tipo                            |
| Nome                        | AR                                       | Dec                                      | Max.        | Min.        | Periodo (giorni) | Tipo                            |
| R Lyrae                     | 18h 55m 20s                              | +43° 56′ 46″                             | 3,88        | 5,0         | 46               | Semiregolare                    |
| T Lyrae                     | 18h 32m 20s                              | +36° 59′ 56″                             | 7,84        | 9,6         | -                | Irregolare (stella al carbonio) |
| W Lyrae                     | 18h 14m 56s                              | +36° 40′ 13″                             | 7,3         | 13,0        | 197,88           | Mireide                         |
| X Lyrae                     | 19h 13m 03s                              | +26° 46′ 40″                             | 8,6         | 9,8         | -                | Irregolare                      |
| RR Lyrae                    | 19h 25m 28s                              | +42° 27′ 04″                             | 7,06        | 8,12        | 0,5669           | Pulsante (prototipo RR Lyrae)   |
| SS Lyrae                    | 19h 13m 16s                              | +46° 58′ 46″                             | 8,4         | 14,0        | 346,33           | Mireide                         |
| XY Lyrae                    | 18h 38m 07s                              | +39° 40′ 06″                             | 5,80        | 6,35        | -                | Irregolare                      |
| HK Lyrae                    | 18h 42m 50s                              | +36° 57′ 31″                             | 7,8         | 9,6         | -                | Irregolare                      |
| V539 Lyrae                  | 18h 51m 27s                              | +39° 19′ 14″                             | 7,26        | 7,31        | -                | Eclisse                         |
| β Lyrae                     | 18h 50m 05s                              | +33° 21′ 46″                             | 3,25        | 4,36        | 12,914           | Eclisse                         |
| δ2 Lyrae                    | 18h 54m 30s                              | +36° 53′ 55″                             | 4,22        | 4,33        | -                | Semiregolare                    |

## Oggetti del profondo cielo

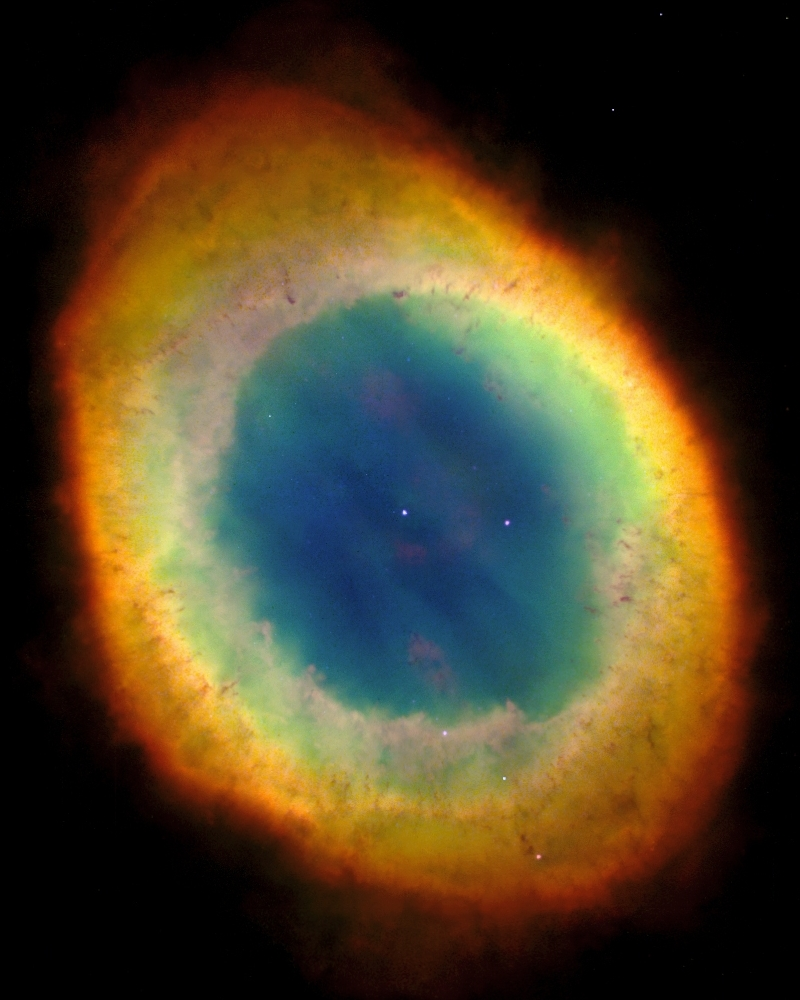
La Nebulosa Anello vista con il telescopio spaziale Hubble.

La vicinanza della Via Lattea, che corre nell'adiacente costellazione del Cigno, fa sì che alcuni oggetti galattici siano presenti entro i confini della Lira.
Tra gli ammassi aperti l'unico di una certa entità è NGC 6791, che pur essendo relativamente debole è composto da diverse centinaia di stelle. Quest'ammasso è molto interessante per gli studi sulle dinamiche degli ammassi stellari, poiché è uno dei più antichi che si conoscano all'interno della nostra Galassia.
M56 è invece un ammasso globulare poco concentrato, menzionato dal Messier (che lo inserì nel suo catalogo); è posto ad una distanza di 32.900 anni luce e ha un diametro di 85 anni luce. La sua magnitudine apparente è di 8,3.
M57, conosciuta come la Nebulosa Anello, è una delle nebulose planetarie più conosciute, grazie alla sua luminosità e alla sua forma molto regolare. Ha un'età stimata tra i 6.000 e gli 8.000 anni e la sua magnitudine apparente di 8,8 le permette di poter essere individuata con un piccolo telescopio, in cui si mostra come un dischetto chiaro con una piccola macchia al centro.
| Principali oggetti non stellari |                                          |                                          |                     |             |                                        |                 |
| Nome                            | Coordinate equatoriali all'epoca J2000.0 | Coordinate equatoriali all'epoca J2000.0 | Tipo                | Magnitudine | Dimensioni apparenti (in primi d'arco) | Nome proprio    |
| Nome                            | AR                                       | Dec                                      | Tipo                | Magnitudine | Dimensioni apparenti (in primi d'arco) | Nome proprio    |
| M57                             | 18h 53m 35s                              | 33° 01′ 45″                              | Nebulosa planetaria | 9,7         | 3,9 x 3,9                              | Nebulosa Anello |
| M56                             | 19h 16m 36s                              | +30° 11′ 04″                             | Ammasso globulare   | 8,3         | 8,8                                    |                 |
| NGC 6791                        | 19h 20m 53s                              | +37° 46′ 18″                             | Ammasso aperto      | 9,5         | 16                                     |                 |

## Sistemi planetari
La Lira contiene alcuni sistemi planetari noti; il più ricco (prima delle scoperte di Kepler) e conosciuto in questa costellazione è quello di HD 177830, che contiene due pianeti, il più interno dei quali ha una massa pari a un quinto di quella di Giove e orbita a mezza UA dalla sua stella madre, mentre il secondo ha una massa di poco superiore a quella di Giove e si trova mediamente poco oltre 1 UA. WASP-3 è una nana gialla che possiede un pianeta gioviano caldo, ossia un corpo celeste (probabilmente un gigante gassoso) estremamente vicino ad essa. Il telescopio spaziale Kepler, che osserva le stelle di queste costellazione ( e di quelle del Cigno), ha scoperto tramite il metodo del transito numerosi sistemi planetari. I più ricchi sono quelli di Kepler-20, Kepler-33 e Kepler-80, stelle con cinque pianeti confermati al seguito.
| Sistemi planetari |                                          |                                          |             |                              |                              |
| Nome del sistema  | Coordinate equatoriali all'epoca J2000.0 | Coordinate equatoriali all'epoca J2000.0 | Magnitudine | Tipo di stella               | Numero di pianeti confermati |
| Nome del sistema  | AR                                       | Dec                                      | Magnitudine | Tipo di stella               | Numero di pianeti confermati |
| HAT-P-5           | 18h 17m 37s                              | +36° 37′ 17″                             | 11,95       | Nana gialla                  | 1 (b)                        |
| WASP-3            | 18h 34m 32s                              | +35° 39′ 42″                             | 10,49       | Nana gialla                  | 1 (b)                        |
| HD 173416         | 18h 43m 36s                              | +36° 33′ 24″                             | 6,06        | Gigante gialla               | 1 (b)                        |
| Kepler-8          | 18h 45m 09s                              | +42° 27′ 04″                             | 13,9        | Nana bianco-gialla           | 1 (b)                        |
| HD 177830         | 19h 05m 21s                              | +25° 55′ 14″                             | 7,18        | Subgigante gialla            | 2 (b - c)                    |
| HD 178911         | 19h 09m 05s                              | +34° 06′ 02″                             | 6,74        | Nana gialla                  | 1 (b)                        |
| GSC 02652-01324   | 19h 04m 09s                              | +36° 37′ 57″                             | 11,79       | Nana arancione               | 1 (TrES-1b)                  |
| Kepler-20         | 19h 14m 19s                              | +41° 05′ 23″                             | 13,9        | Nana gialla                  | 5 (b, e, c, f, d)            |
| Kepler-7          | 19h 14m 19s                              | +41° 05′ 23″                             | 12,51       | Nana gialla                  | 1 (b)                        |
| Kepler-33         | 19h 16m 19s                              | +46° 00′ 19″                             | 13,99       | gialla                       | 5 (b, c, d, e, f)            |
| Kepler-138        | 19h 21m 31s                              | +43° 17′ 34″                             | 12,92       | Nana rossa                   | 3 (b, c, d)                  |
| Kepler-160        | 19h 11m 05,65s                           | +42° 52′ 09,47″                          | 13,43       | Nana gialla                  | 3 (b, c, d)                  |
| Kepler-444        | 19h 19m 00s                              | +41° 38′ 04″                             | 8,86        | Nana arancione               | 5 (b, c, d, e, f)            |
| Kepler-1661       | 19h 00m 40s                              | +41° 48′ 01″                             | 14          | Nana arancione (+nana rossa) | 1 (b)                        |

## Storia

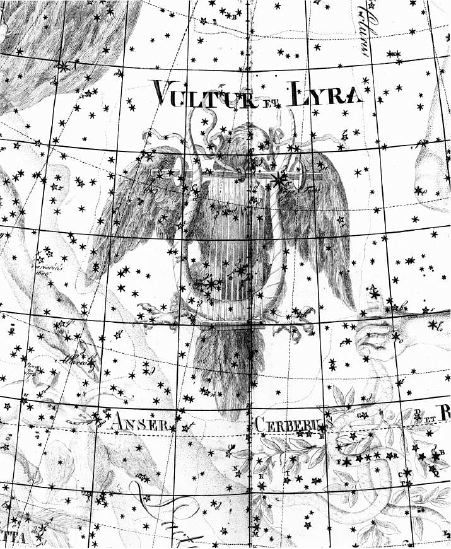
La Lira è stata spesso rappresentata anche come un'aquila o un avvoltoio; in questa illustrazione presa da Uranographia di Johann Bode si vedono entrambe le rappresentazioni. Vicino alla punta del becco del rapace c'è la stella lucida Vega, qui scritta Wega (Bode la chiamò anche Testa - in latino: corazza di tartaruga) con riferimento al guscio di tartaruga che si suppone Ermes avesse usato per fare la lira.

Tolomeo conosceva la stella più brillante di questa costellazione con il semplice nome di Lira. Il nome che invece le viene dato oggi, Vega, viene dalle parole arabe al-nasr al-waki' che significano sia «l'aquila che attacca» sia «avvoltoio», poiché in questa posizione gli Arabi vedevano un'aquila o un avvoltoio. Negli atlanti celesti questa costellazione era spesso rappresentata da un uccello sistemato dietro a una lira. Sembra che gli Arabi abbiano visto Vega e le due stelle a lei vicine, Epsilon e Zeta della Lira, come un'aquila con le ali chiuse, che piomba sulla preda, laddove nella costellazione dell'Aquila la stella Altair e le due sue compagne davano l'impressione di un'aquila in volo con le ali spiegate.
Beta della Lira si chiama Sheliak, un nome che in arabo significa «arpa» in riferimento alla costellazione nel suo insieme. Beta della Lira è una famosa stella variabile. Gamma della Lira è chiamata Sulafat, dall'arabo «testuggine», l'animale dal cui guscio Ermete fece la lira. Fra Beta e Gamma della Lira c'è la Nebulosa Anello che spesso compare nei libri di astronomia; si tratta di un involucro di gas espulso da una stella morente.